# Manisha
Manisha Bhanwala (ur. 2000) – indyjska zapaśniczka walcząca w stylu wolnym. Zajęła piąte miejsce na mistrzostwach świata w 2024 roku.
Złota medalistka mistrzostw Azji w 2025; brązowa w 2022, 2023 i 2024. Srebrna medalistka mistrzostw Wspólnoty Narodów w 2017 i brązowa w 2016. Mistrzyni Igrzysk Azji Południowej w 2016. Mistrzyni świata kadetów w 2016 roku.